# Pin noir de Hangya utca
Le Pin noir de Hangya utca (en hongrois : Hangya utcai feketefenyő) constitue un monument naturel protégé, situé à Budapest et caractérisé comme d'intérêt local.